# Trampa al tiempo
Trampa al tiempo es el sexto álbum de estudio del rapero argentino YSY A. Fue su séptimo proyecto lanzado de manera consecutiva en la fecha del 11 de noviembre de 2024. Fue distribuido por ONErpm y producido por Sponsor Dios.

## Lanzamiento
Fue lanzado oficialmente el 11 de noviembre de 2024, sin embargo, cinco días antes hizo una pre-escucha del álbum en el Estadio Obras Sanitarias en condición de sold-out, presentando su proyecto de manera inédita. El disco contó con 11 sencillos y producciones de Oniria, Emirsito, Baxian, Koki LS, Naim, Chiru!, Orodembow y Gllato. En el proyecto, Acosta, trato de plasmar una trampa que el y su equipo le hicieron al tiempo, denotando la vigencia de su música y mostrando en la tapa del presente todos sus discos, desde Antezana 247 hasta su último proyecto: El after del after. En conjunto, anunció el show presentación del proyecto en el Estadio Ferrocarril Oeste el 15 de diciembre de ese mismo año.

## Lista de canciones
Tracklist de Trampa al tiempo
Todas las letras escritas por Alejo Nahuel Acosta Migliarini.
| N.º   | Título                | Música                | Duración |  |
| 1.    | «Duele»               | Emirsito, Oniria      | 2:25     |  |
| 2.    | «De repente»          | Baxian, ONIRIA        | 2:59     |  |
| 3.    | «Yo sabía»            | Koki LS, ONIRIA       | 2:12     |  |
| 4.    | «Excusas»             | Naim, ONIRIA          | 2:44     |  |
| 5.    | «Almas rotas»         | Naim, ONIRIA          | 2:31     |  |
| 6.    | «Con el tiempo»       | Chiru!, ONIRIA        | 3:04     |  |
| 7.    | «Tanto desorden»      | Chiru!, ONIRIA        | 3:04     |  |
| 8.    | «Rolandinho»          | Koki LS, Naim, ONIRIA | 1:48     |  |
| 9.    | «Mal acostumbrado»    | Baxian, ONIRIA        | 2:37     |  |
| 10.   | «Curando mi karma»    | Orodembow, Oniria     | 2:51     |  |
| 11.   | «Nunca fue por plata» | Gllato, ONIRIA        | 3:28     |  |
| 29:49 |                       |                       |          |  |